# Hamvas maki
A hamvas maki más néven mongúzmaki (Eulemur mongoz) nem az emlősök (Mammalia) osztályába, a főemlősök (Primates) rendjébe és a makifélék (Lemuridae) családjába tartozó faj.

## Előfordulása
Madagaszkár északnyugati erdeiben él. Betelepítették a Comore-szigetekre.

## Megjelenése
Közepes méretű makiféle, testhossza 35–45 cm, tömege 2-2,5 kg között változhat.

## Életmódja
Az esős évszakban nappal, az erdőben keresi táplálékát: leveleket, fiatal hajtásokat és érett gyümölcsöket. A száraz évszak beálltakor a fák lehullajtják leveleiket, és a mongúz maki étkezési szokásainak megváltoztatására kényszerül. Éjszakánként a kapokfa virágának nektárjából torkoskodik, elkerülve a mérgező szirmokat.

## Szaporodása
Az esős évszak kezdetén a nőstény világra hozza  egyetlen kölykét, melyet 4 hétig szoptat. Az újszülött eleinte anyja hasába, később hátára csimpaszkodva viteti magát. Körülbelül 1 hónapos korában kezd önállóan táplálkozni, és körülbelül másfél évig marad a csoporttal.

## Természetvédelmi állapota
Az IUCN vörös listáján a sebezhető kategóriában szerepel.